# Алан Маллері
Алан Маллері (англ. Alan Mullery, нар. 23 листопада 1941, Лондон) — англійський футболіст, фланговий півзахисник. По завершенні ігрової кар'єри — тренер.

## Клубна кар'єра
У дорослому футболі дебютував 1958 року виступами за «Фулгем», в якому провів шість сезонів, взявши участь у 199 матчах чемпіонату. Більшість часу, проведеного у складі «Фулхема», був основним гравцем команди.
Своєю грою привернув увагу представників тренерського штабу клубу «Тоттенхем Хотспур», до складу якого приєднався у березні 1964 року за 72 500 фунтів. Відіграв за лондонський клуб наступні вісім сезонів своєї ігрової кар'єри. Граючи у складі «шпор» також здебільшого виходив на поле в основному складі команди. За цей час виборов титул володаря Кубка Англії, ставав володарем Суперкубка Англії та володарем Кубка УЄФА.
1972 року повернувся до клубу «Фулгема», за який відіграв 4 сезони. Тренерським штабом нового клубу також розглядався як гравець «основи».
Завершив професійну кар'єру футболіста виступами за південноафриканську команду «Дурбан Сіті» у 1976 році

## Виступи за збірну
1964 року дебютував в офіційних матчах у складі національної збірної Англії. Протягом кар'єри у національній команді, яка тривала 8 років, провів у формі головної команди країни 35 матчів, забивши 1 гол.
У складі збірної був учасником чемпіонату Європи 1968 року в Італії, на якому команда здобула бронзові нагороди та чемпіонату світу 1970 року у Мексиці.

## Кар'єра тренера
Розпочав тренерську кар'єру відразу ж по завершенні кар'єри гравця, 1976 року, очоливши тренерський штаб клубу «Брайтон енд Гоув».
Надалі очолював «Чарльтон Атлетік», «Крістал Пелес» та «Квінс Парк Рейнджерс».
Наразі останнім місцем тренерської роботи був клуб «Барнет», команду якого Алан Маллері очолював як головний тренер до 1997 року.

## Титули і досягнення

### Командні
- Володар Кубка Англії (1):

«Тоттенгем Готспур»:  1966–67
- Володар Суперкубка Англії з футболу (1):

«Тоттенгем Готспур»:  1967
- Володар Кубка англійської ліги (1):

«Тоттенгем Готспур»:  1970–71
- Володар Кубка УЄФА (1):

«Тоттенгем Готспур»:  1971–72

### Особисті
- Футболіст року в Англії: 1975